# San Cristóbal (Galápagos)

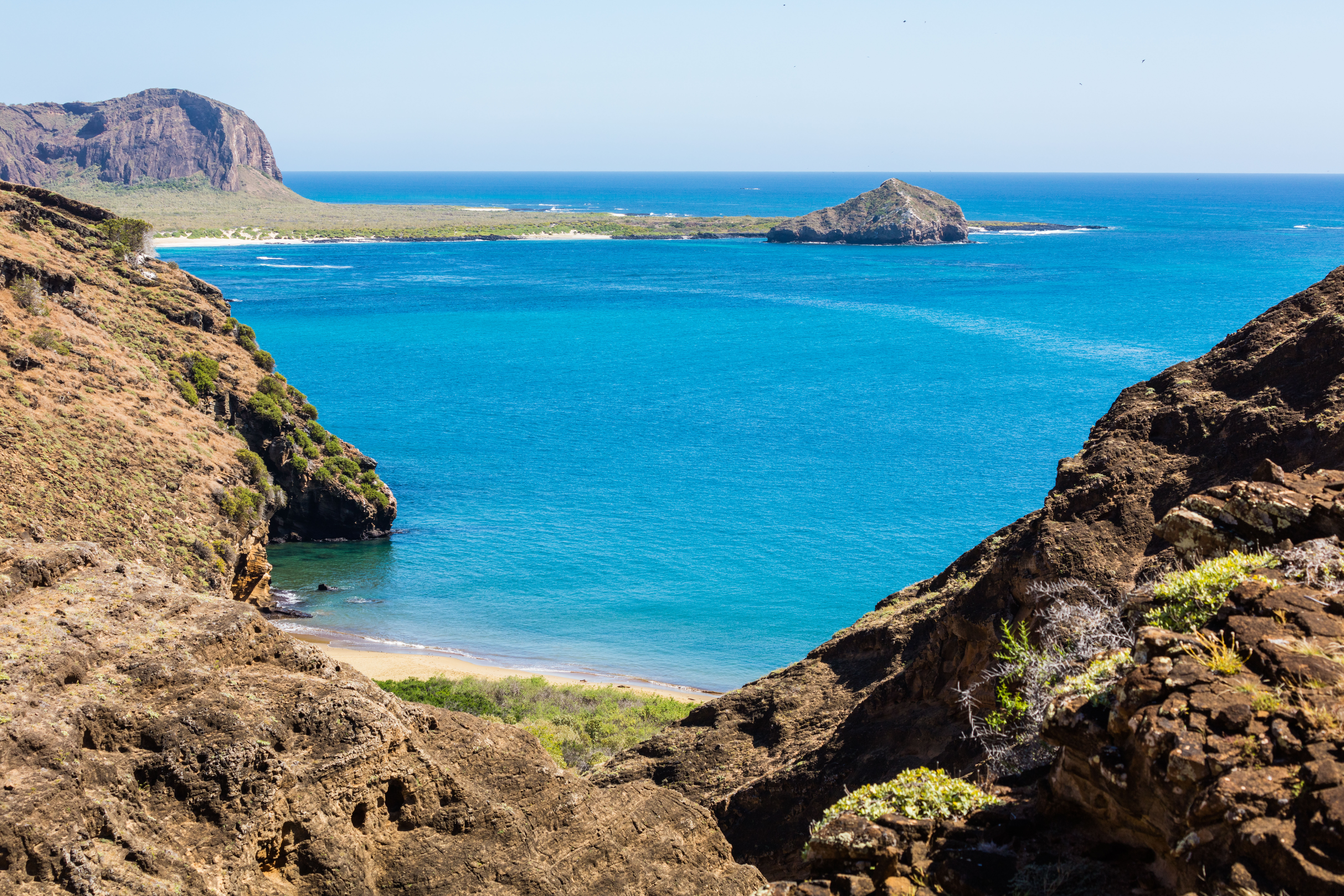
Landskap i Punta Pitt, San Cristóbal.

San Cristóbal är en ö i ögruppen Galápagosöarna som tillhör Ecuador. Puerto Baquerizo Moreno som är den administrativa huvudorten i provinsen Galápagos ligger på San Cristóbal.